# Clusia mangle
Palétuvier montagne, Mangle montagne, Figuier-maudit-montagne
Espèce
Le Palétuvier montagne, ou Mangle montagne ou encore Figuier-maudit-montagne, Clusia mangle, est une espèce de plantes à fleurs de la famille des Clusiaceae. C’est un arbuste endémique des savanes d'altitude des Petites Antilles.

## Synonymes
- Clusia venosa : Clusia à feuilles veinées

## Description
- Arbuste de 2 à 3,50 mètres de haut, à écorce noirâtre.
- Feuilles larges, entières opposées, largement obovolales, arrondies au sommet, étroites à la base, presque amplexicaules ; elles sont aussi nettement coriaces.
- Inflorescence en panicule. Les fleurs apparaissent rarement et brièvement, mais les fruits restent longtemps sur la plante.

## Répartition
On le trouve dans les savanes d'altitude de Guadeloupe, Martinique et en Dominique.